# Blaze of Glory
Blaze of Glory är Jon Bon Jovis debutalbum. Albumet var soundtrack till filmen Young Guns II och titellåten blev nominerad för en Oscar för bästa sång. Samma låt var även nominerad till en Grammy och vann en Golden Globe.

## Låtlista
1. Billy Get Your Guns
2. Miracle
3. Blaze of Glory
4. Blood Money
5. Santa Fé
6. Justice in the Barrel
7. Never Say Die
8. You Really Got Me Now
9. Bang a Drum
10. Dyin' Ain't Much of a Livin'
11. Guano City